# U.S. Route 74
U.S Route 74 (också kallad U.S. Highway 74 eller med förkortningen  US 74) är en amerikansk landsväg i USA. Den är 829 km lång och går i öst-västlig riktning mellan städerna Chattanooga, Tennessee och Wrightsville Beach, North Carolina. Vägen knyter ihop städerna Asheville, Wilmington och miljonstaden Charlotte.
Vägen kallas Andrew Jackson Highway, efter den amerikanska presidenten Andrew Jackson.